# Velika Glavica
Le mont Velika Glavica (en serbe cyrillique : Велика Главица) est un sommet des monts Tara, un massif situé à l'extrême ouest de la Serbie, le long de la frontière avec la Bosnie-Herzégovine. Il s'élève à une altitude de 1 275 m.